# Chlumy
Chlumy (deutsch Chlum) ist eine Gemeinde mit 102 Einwohnern in Tschechien. Sie liegt sieben Kilometer südöstlich von Nepomuk und gehört zum Okres Plzeň-jih. Die Katasterfläche beträgt 370 Hektar.

## Geographie
Chlumy befindet sich in 506 m ü. M. in der Hanglage eines kleinen Seitentals rechts des Nekvasovský potok. Nordwestlich erhebt sich der 601 Meter hohe Čihadlo, im Nordosten liegt der Tisovník (627 m).
Nachbarorte sind Bezděkovec und Zhůřec im Norden, Kotouň im Nordosten, Oselce im Osten, Stupovka im Südosten, Kvášňovice im Süden, Nekvasovy im Westen sowie Barankův Mlýn, Černý Mlýn, Pohankův Mlýn und Voděra im Nordwesten.

## Geschichte
Chlumy wurde 1558 erstmals erwähnt und gehörte zur Herrschaft Grünberg. Südlich, im Tal des Nekvasovský potok, an der Stelle der heutigen Einschicht Stupovka, befand sich zuvor das Dorf Neustupovice, das seit 1536 wüst liegt. In der berní rula sind für Chlumy acht Bauern und vier Gärtner ausgewiesen.
1920 lebten im Dorf 277 Menschen.

## Sehenswürdigkeiten
- Klassizistische Kapelle der Jungfrau Maria am Dorfplatz, erbaut in der ersten Hälfte des 19. Jahrhunderts
- Kapelle St. Margarethen am Markétin vrch (662 m) an der Straße nach Oselce, erbaut 1691 durch Jiří Vojtěch Janovský. Nach der Entweihung im Zuge der Josephinischen Reformen wurde sie durch die Familie Boos-Waldeck wieder errichtet.

## Gemeindegliederung
Für die Gemeinde Chlumy sind keine Ortsteile ausgewiesen.